# Live in Boston 1966
Live in Boston 1966 è un album live di Junior Wells con il gruppo The Aces, pubblicato dalla Delmark Records nel settembre 2010. Il disco fu registrato dal vivo il 16 settembre 1966 al Club 47 di Cambridge, Massachusetts (Stati Uniti).

## Tracce
1. Feelin' Good – 4:24 (Herman Parker)
2. Man Downstairs – 3:08 (Kedd, Mind, Perkins)
3. Talk – 0:44
4. Worried Life Blues – 4:57 (Sleepy John Estes)
5. Talk – 0:51
6. Junior's Whoop – 7:40 (Amos Blakemore)
7. That's All Right – 3:18 (Jimmy Rogers)
8. Talk – 0:54
9. Look on Yonder's Wall – 2:50 (Arthur Crudup)
10. Talk – 0:45
11. Messin' with the Kid – 2:24 (Mel London)
12. Talk – 1:04
13. Hideaway – 7:05 (King, Thompson)
14. If You Gonna Leave Me – 4:25 (Amos Blakemore)
15. Talk – 3:24
16. I Don't Know – 5:05 (Amos Blakemore)
17. Talk – 0:56
18. Got My Mojo Workin' – 6:51 (Preston Foster)
19. Theme – 1:57

## Musicisti
- Junior Wells - voce, armonica
- Louis Myers - chitarra
- Dave Myers - basso
- Fred Below - batteria